# Élections législatives de 1936 dans les Basses-Alpes
Les élections législatives françaises de 1936 ont lieu les 26 avril et 3 mai.

## Élus
| Député élu    | Groupe politique | Groupe politique |
| ------------- | ---------------- | ---------------- |
| Louis Gardiol |                  | SFIO             |
| Marcel Massot |                  | PRRRS            |
| Charles Baron |                  | SFIO             |

## Résultats à l'échelle du département
| Partis         | Partis                                           | Premier tour | Premier tour | Deuxième tour | Deuxième tour | Sièges |
| Partis         | Partis                                           | Voix         | %            | Voix          | %             | Sièges |
| -------------- | ------------------------------------------------ | ------------ | ------------ | ------------- | ------------- | ------ |
|                | Républicains de gauche                           | 10 105       | 44,08        | 11 134        | 46,99         | 0      |
|                | Section française de l'Internationale ouvrière   | 7 777        | 33,93        | 7 988         | 33,71         | 2      |
|                | Parti républicain, radical et radical-socialiste | 2 686        | 11,72        | 4 528         | 19,11         | 1      |
|                | Parti communiste-SFIC                            | 2 287        | 9,98         |               |               | 0      |
|                | Divers                                           | 69           | 0,30         | 43            | 0,18          | 0      |
|                |                                                  |              |              |               |               |        |
| Inscrits       | Inscrits                                         | 28 428       | 100,00       | 28 391        | 100,00        | 3      |
| Votants        | Votants                                          | 23 413       | 82,36        | 24 126        | 84,98         |        |
| Abstentions    | Abstentions                                      | 5 015        | 17,64        | 4 265         | 15,02         |        |
| Blancs et nuls | Blancs et nuls                                   | 489          | 2,09         | 433           | 1,79          |        |
| Exprimés       | Exprimés                                         | 22 924       | 97,91        | 23 693        | 98,21         |        |

## Résultats par arrondissement

### Arrondissement de Castellane
| Candidats      | Candidats      | Étiquette      | Premier tour | Premier tour | Deuxième tour | Deuxième tour |
| Candidats      | Candidats      | Étiquette      | Voix         | %            | Voix          | %             |
| -------------- | -------------- | -------------- | ------------ | ------------ | ------------- | ------------- |
|                | Tartanson      | Rép. de gauche | 3 051        | 45,77        | 3 341         | 48,29         |
|                | Louis Gardiol  | SFIO           | 2 740        | 41,10        | 3 576         | 51,68         |
|                | Berrin         | PC-SFIC        | 875          | 13,13        |               |               |
|                |                | Divers         |              |              | 2             | 0,03          |
|                |                |                |              |              |               |               |
| Inscrits       | Inscrits       | Inscrits       | 8 378        | 100,00       | 8 371         | 100,00        |
| Votants        | Votants        | Votants        | 6 822        | 81,43        | 7 063         | 84,37         |
| Abstention     | Abstention     | Abstention     | 1 556        | 18,57        | 1 308         | 15,63         |
| Blancs et nuls | Blancs et nuls | Blancs et nuls | 156          | 2,29         | 144           | 2,04          |
| Exprimés       | Exprimés       | Exprimés       | 6 666        | 97,71        | 6 919         | 97,96         |

### Arrondissement de Digne
| Candidats      | Candidats      | Étiquette      | Premier tour | Premier tour | Deuxième tour | Deuxième tour |
| Candidats      | Candidats      | Étiquette      | Voix         | %            | Voix          | %             |
| -------------- | -------------- | -------------- | ------------ | ------------ | ------------- | ------------- |
|                | Stern          | Rép. de gauche | 3 992        | 47,19        | 4 301         | 48,50         |
|                | Marcel Massot  | PRRRS          | 2 170        | 25,65        | 4 528         | 51,06         |
|                | Reymond        | SFIO           | 1 785        | 21,10        |               |               |
|                | Béraud         | PC-SFIC        | 512          | 6,05         |               |               |
|                |                | Divers         |              |              | 39            | 0,44          |
|                |                |                |              |              |               |               |
| Inscrits       | Inscrits       | Inscrits       | 10 517       | 100,00       | 10 511        | 100,00        |
| Votants        | Votants        | Votants        | 8 620        | 81,96        | 8 989         | 85,52         |
| Abstention     | Abstention     | Abstention     | 1 897        | 18,04        | 1 522         | 14,48         |
| Blancs et nuls | Blancs et nuls | Blancs et nuls | 161          | 1,87         | 121           | 1,35          |
| Exprimés       | Exprimés       | Exprimés       | 8 459        | 98,13        | 8 868         | 98,65         |

### Arrondissement de Forcalquier
| Candidats      | Candidats      | Étiquette      | Premier tour | Premier tour | Deuxième tour | Deuxième tour |
| Candidats      | Candidats      | Étiquette      | Voix         | %            | Voix          | %             |
| -------------- | -------------- | -------------- | ------------ | ------------ | ------------- | ------------- |
|                | Charles Baron  | SFIO           | 3 252        | 41,70        | 4 412         | 55,81         |
|                | Bonierbale     | Rép. de gauche | 3 062        | 39,26        | 3 492         | 44,17         |
|                | Giraud         | PC-SFIC        | 900          | 11,54        |               |               |
|                | Cruel          | PRRRS          | 516          | 6,62         |               |               |
|                |                | Divers         | 69           | 0,88         | 2             | 0,03          |
|                |                |                |              |              |               |               |
| Inscrits       | Inscrits       | Inscrits       | 9 533        | 100,00       | 9 509         | 100,00        |
| Votants        | Votants        | Votants        | 7 971        | 83,61        | 8 074         | 84,91         |
| Abstention     | Abstention     | Abstention     | 1 562        | 16,39        | 1 435         | 15,09         |
| Blancs et nuls | Blancs et nuls | Blancs et nuls | 172          | 2,16         | 168           | 2,08          |
| Exprimés       | Exprimés       | Exprimés       | 7 799        | 97,84        | 7 906         | 97,92         |